# Треблинка (памятник)
«Требли́нка» (нем. Treblinka) — памятник евреям, убитым нацистами в концлагере Треблинка в оккупированной Польше в ходе Холокоста (операция Рейнхард) во время Второй мировой войны. Он был установлен в 1979 году в районе Шарлоттенбург в Западном Берлине, напротив здания окружного суда, в котором хранились дела репрессированных евреев. Автором скульптуры выступил советский андеграундный художник Вадим Сидур. Этот мемориал стал одной из первых репрезентаций памяти о Холокосте в Германии.

## Описание
Памятник «Треблинка» стоит через дорогу напротив входной группы здания окружного суда Шарлоттенбурга в Берлине, в сквере площади. Скульптура размещена на каменном постаменте высотой около десяти сантиметров. Само изваяние, выполненное из тонированного алюминия, имеет высоту 1,8 метра, его боковые грани образуют квадрат со стороной в полтора метра, в результате формируется почти кубическая глыба. Художник обратился к абстрактной форме для изображения ужаса, который практически не поддаётся описанию. Такая схематичность памятника предполагает множественные прочтения его смыслового значения.
Скульптура сформирована из четырёх абстрактных фигур человеческих тел, сложенных в горку одно на другое крест-накрест. Тела трёх верхних мёртвых людей изображены «отчуждёнными и искажёнными до неузнаваемости» — они как бы вырезаны по контуру из пластов глины, которые наслаиваются друг на друга. Руки, ноги и головы почти двумерных фигур безжизненно свисают вниз. При этом размеры человеческих тел уменьшаются снизу вверх. Возможно на вершине лежит труп ребёнка. Исследователями предполагается, что лежащая внизу фигура изображает ещё живую женщину, которая борется за свою жизнь и пытается встать под весом наваленных сверху мёртвых тел. Они почти раздавливают её, опускаясь на груди и согнутые колени несчастной. «Культи» рук женщины воздеты к небу. Таким образом достигается эмоциональная напряжённость памятника, воплощающего борьбу жизни со смертью, противостояние выживания и умирания. Скульптура служит наглядным концентрированным изображением смерти, страдания, сопротивления и гибели. Мёртвые люди как бы взывают к справедливости, которую не нашли и не имели шанса найти. Кроме того, груда тел символизирует костёр из сжигаемых без следа останков жертв Холокоста (от англ. holocaust, из др.-греч. ὁλοκαύστος — «всесожжение»). Некоторые исследователи видят в памятнике намёк на крест, который ассоциируется в европейской культуре со смертью и утешением. Хотя ряд искусствоведов выступает против этой трактовки, указывая на неуместность христианских символов в еврейском памятнике.
С разных ракурсов раскрываются и иные значения скульптуры. Со стороны, обращённой к зданию шарлоттенбургского окружного суда, в сложении фигур мёртвых людей можно увидеть абстрактное изображение человеческого черепа. С противоположной стороны безвольно свисающие вниз и накладывающиеся друг на друга ноги жертв напоминают о трубах кремационных печей в нацистских лагерях смерти. В целом скульптура служит олицетворением бремени совести живущих по отношению к убитым.
Со стороны суда на земле размещена табличка с надписью: «ВАДИМ СИДУР / TREBLINKA / VADIM SIDUR». С противоположной стороны находится плита с пояснительным текстом, который представляет собой переиначенною цитату из речи федерального президента Германии Рихарда фон Вайцзеккера, произнесённой им по случаю сорокалетнего юбилея капитуляции нацистского режима:

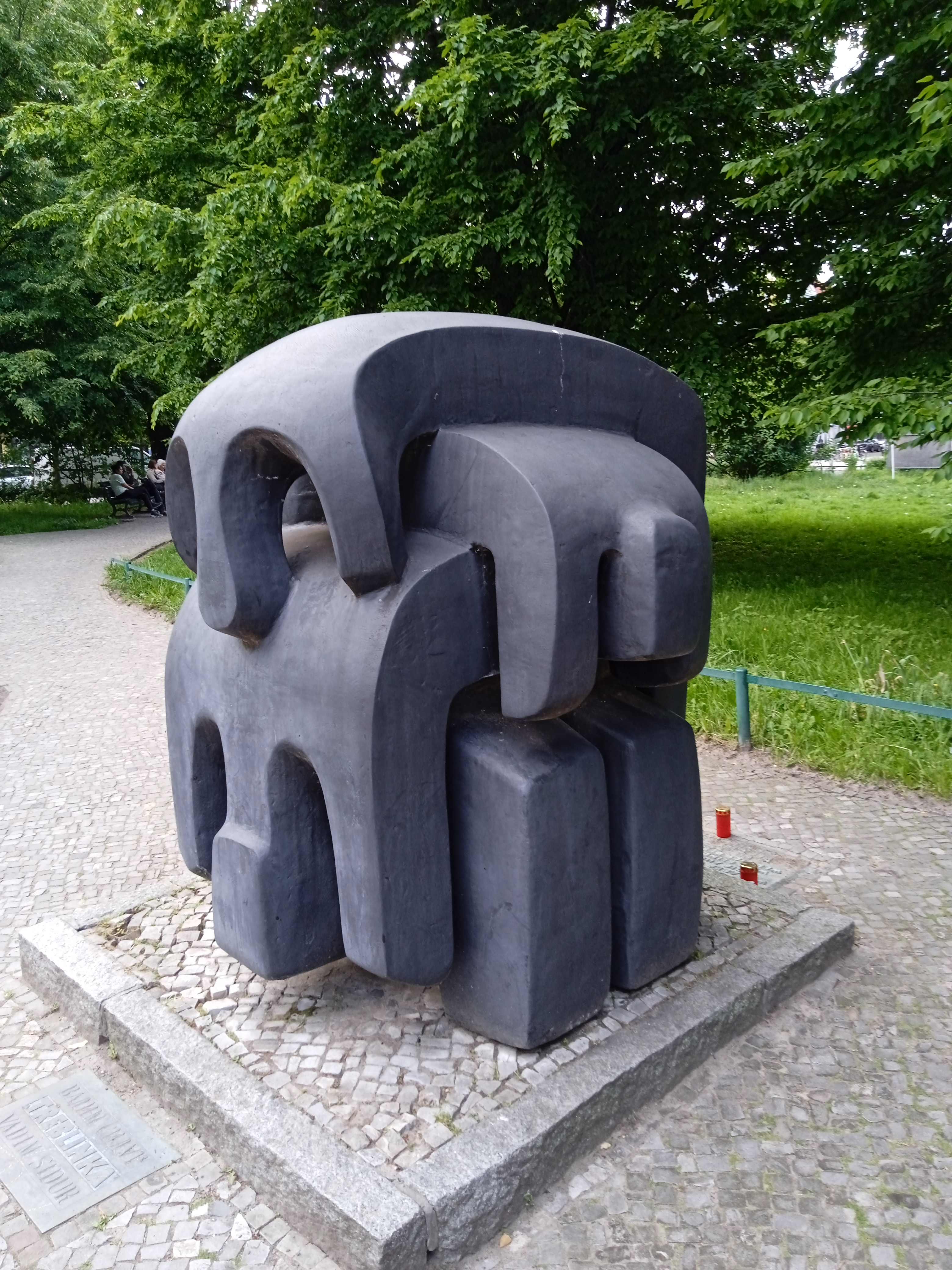
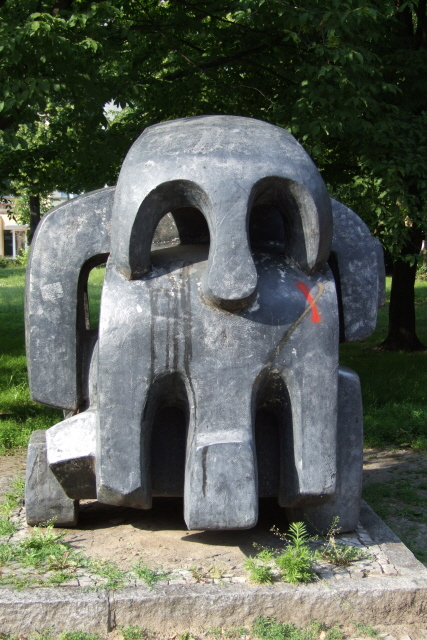
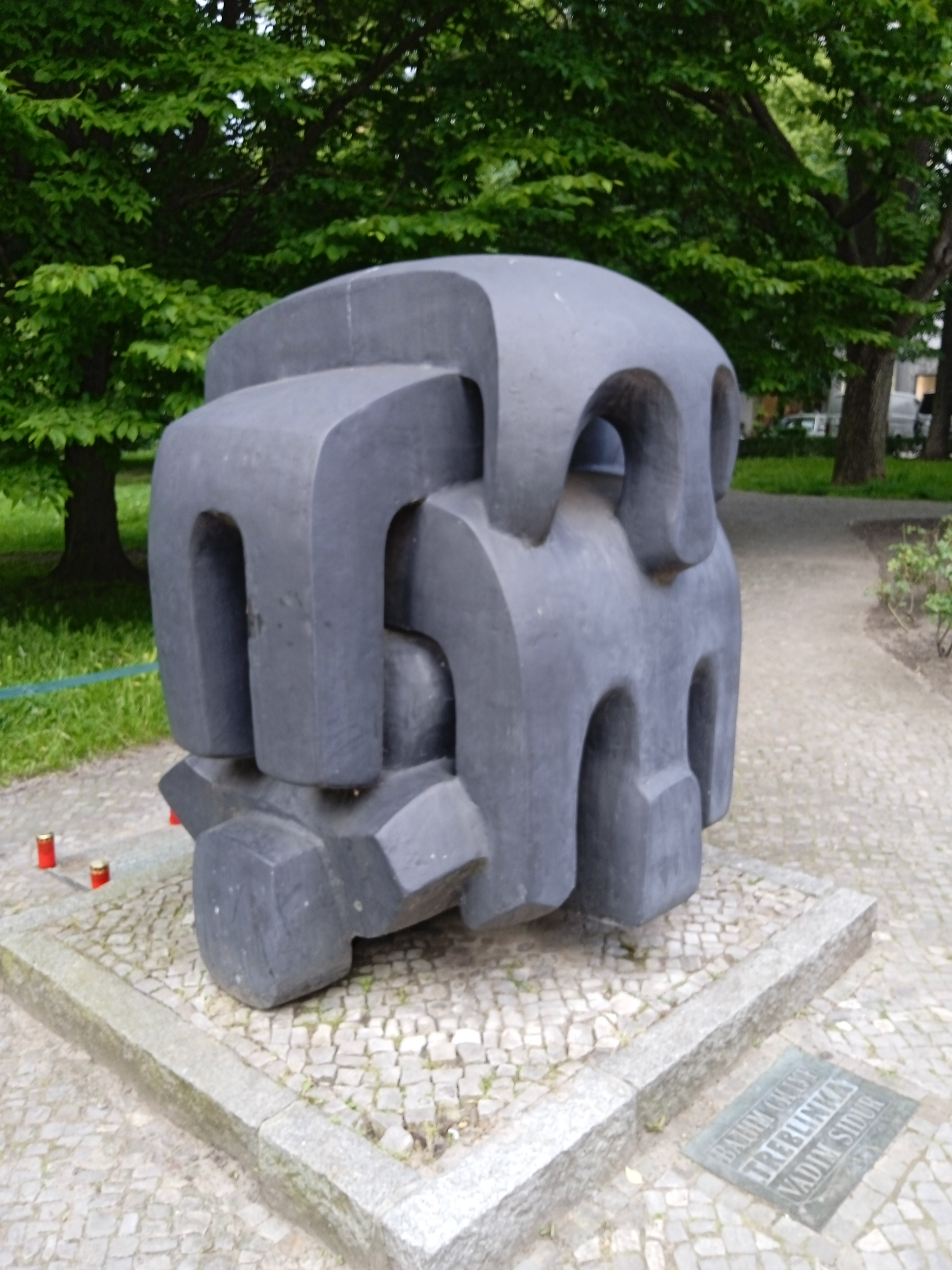
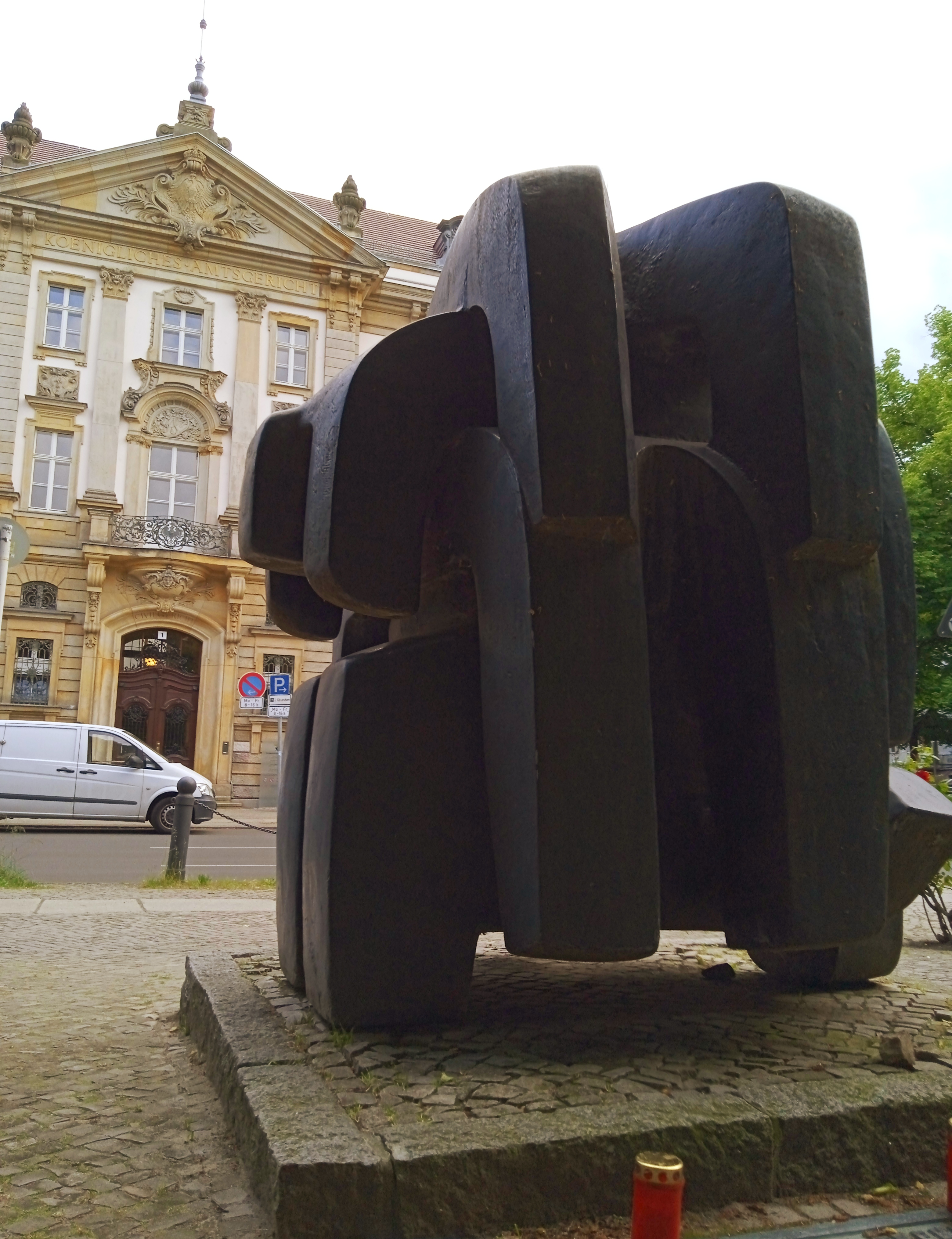
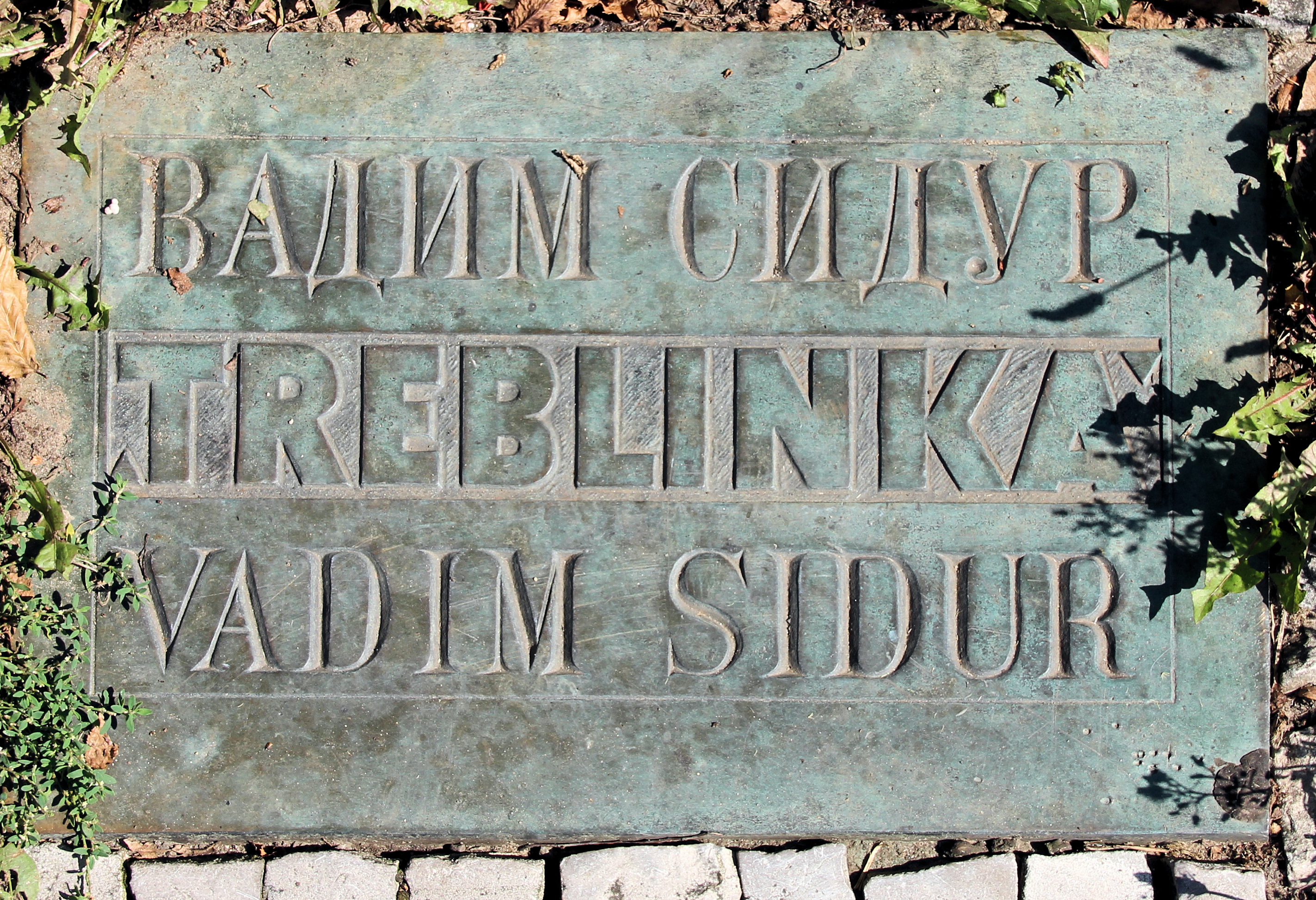
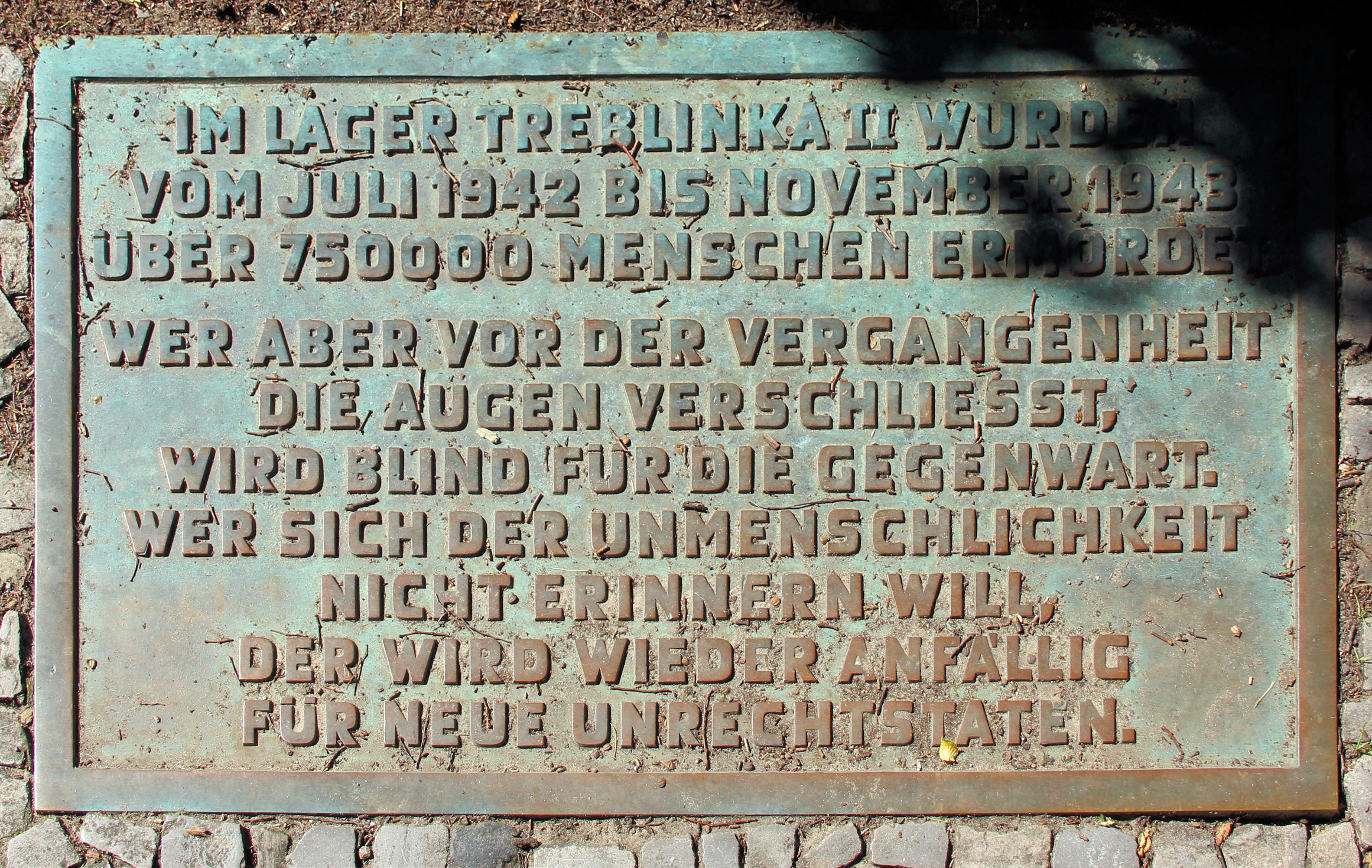

С июля 1942 года по ноябрь 1943 года в лагере Треблинка II было убито более 750.000 человек. Те, кто закрывает глаза на прошлое, становятся слепыми в настоящем. Те, кто не хочет помнить о бесчеловечности, будут восприимчивы к актам несправедливости в будущем.
Оригинальный текст (нем.)IM LAGER TREBLINKA II WURDEN / VOM JULI 1942 DIS NOVEMBER 1943 / ÜBER 7500000 MENSCHEN ERMORDET / WER ABER VOR DER VERGANGENHEIT / DIE AUGEN VERSCHLIESST, / WIRD BLIND FÜR DIE GEGENWART. /  WER SICH DER UNMENSCHLICHKEIT / NICHT ERINNERN WILL, / DER WIRD WIEDER ANFALLIG / FÜR NEUE UNRECHTSTATEN.

## История

### История убийств

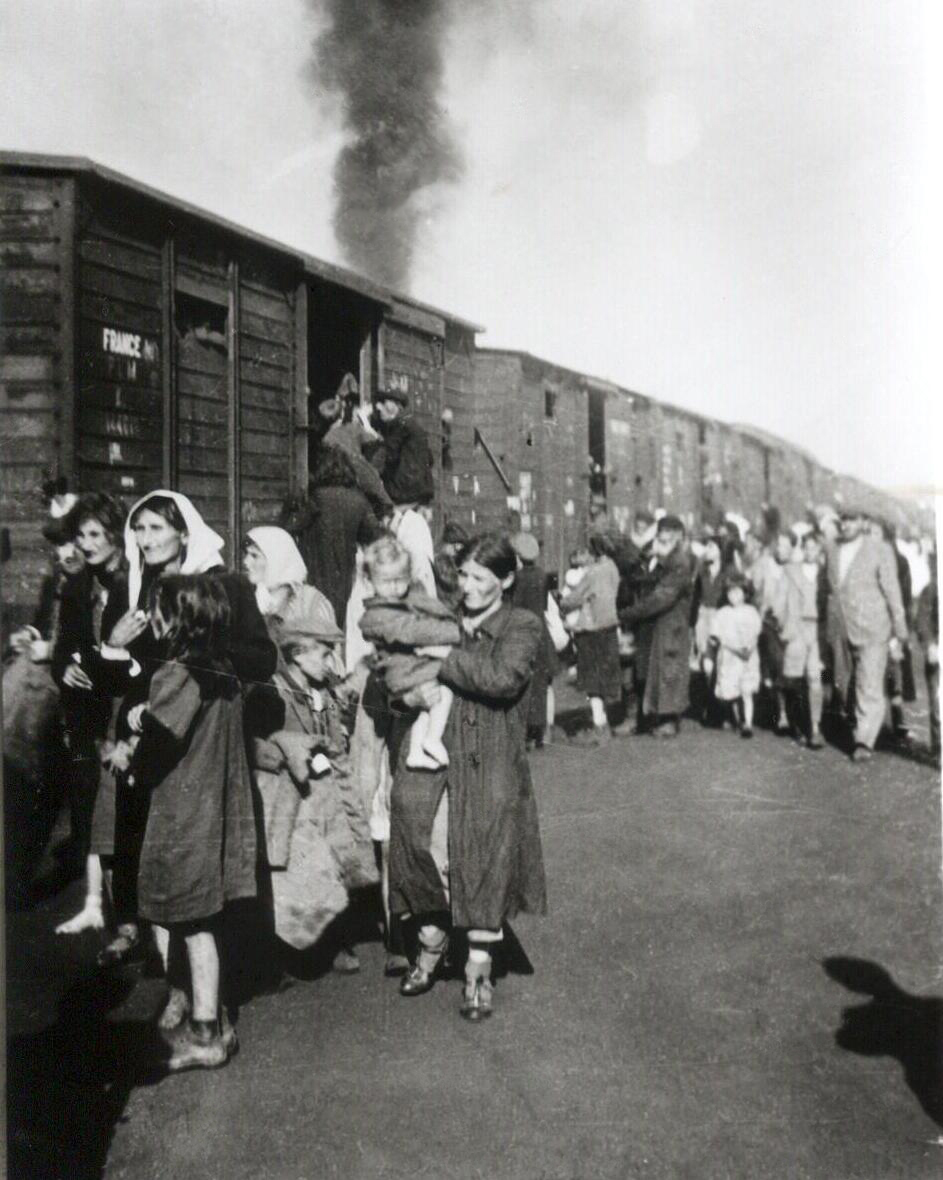
Депортация в Треблинку Гетто в Седльце гетто в Седльце

Весной 1941 года в оккупированной Нацистской Германией Польше близь деревни Треблика был создан «трудовой» концлагерь, позднее известный как «Треблинка I». Первоначально туда ссылали нарушавших оккупационный режим польских граждан. При этом они имели шанс освободиться из лагеря. Но вскоре туда стали доставлять евреев, которые в итоге составили абсолютное число заключённых. Эти узники не имели шанса остаться в живых: десятки тысяч человек умерли от голода, непосильного каторжного труда, истязаний или прямых убийств.
В июле 1942 года нацистские власти в рамках операции Рейнхард в строжайшей секретности построили рядом лагерь смерти «Треблинка II». Сюда была подведена железнодорожная ветка, по которой приезжали составы с предназначенными для уничтожения узниками, подавляющее число из них были евреями, но были также и цыгане с поляками. Прибывающим в поездах людям нацисты говорили, что это промежуточный лагерь для санитарной обработки и что их потом направят дальше. Охранники приказывали узникам раздеться: мужчинам — прямо на улице, женщинам и детям — в отдельном помещении. Потом узников сгоняли в замаскированные под душевые газовые камеры. Двери закрывались и внутрь запускали угарный газ. Трупы мёртвых извлекались из камер и закапывались в рвах евреями-заключёнными. Женские волосы, вещи, одежда, ценности убитых отправлялись нацистами в Германию. Всего в Треблинке было убито по разным современным оценкам от 800 до 925 тысяч человек.
В марте 1943 года в концлагерь прибыл нацистский лидер Генрих Гиммлер. Он приказал с целью сокрытия преступления сжечь захороненные во рвах трупы, а пепел развеять вдалеке от места убийства. В ответ 2 августа 1943 года узники лагеря подняли восстание, которое было жестоко подавлено нацистами — в живых осталось всего около 70 сбежавших узников. Акт сопротивления ускорил ликвидацию лагеря — в конце 1943 года все постройки были снесены, земля перепахана, а на их месте построена ферма.

### История создания памятника
Памяти о жертвах операции Рейнхард с самого начала уделялось мало внимания, несмотря на то что в ходе неё в концлагерях Треблинка, Собибор и Белжец было убито больше людей чем в Освенциме. Первым подробным научным трудом стала работа бывшего узника и историка Ицхака Арада в 1987 году.
Автор памятника Вадим Сидур был наполовину евреем по отцу. Во время Второй мировой войны он воевал в составе советской армии. Его еврейские родственники были убиты нацистами. На войне он получил тяжёлое ранение и увечье. После её окончания Вадим Сидур стал художником и скульптором, а тема насилия и войны заняли центральное место в его творчестве. Среди прочего он изучал и Холокост. Скульптура «Треблинка» была создана художником в 1966 году в виде керамической фигурки. На это Вадима Сидура сподвигло прочтение книги советского военного корреспондента Василия Гроссмана «Треблинский ад» (1944), которая стала первым исследованием этого концлагеря.
Модели скульптуры «Треблинка» хранятся в коллекциях музея Вадима Сидура в Москве, Государственных художественных собраниях Дрездена, в Художественном музее Бохума, в еврейском и художественом музеях в Днепре.
Творческий язык Вадима Сидура резко отличался от поддерживаемого коммунистическим режимом социалистического реализма. Художник быстро стал нонконформистом-авангардистом. Власти препятствовали карьере Сидура: единственным местом, где он мог выставляться, был его подвал-мастерская, который превратился в контркультурный салон. Там скульптор познакомился с иностранцами, интересовавшимися советским искусством. Он получил большой успех среди этой новой аудитории. Миниатюрные модели его скульптур начали тайно вывозиться на Запад, где их увеличенные копии устанавливались на улицах и площадях. Первым стал памятник «Погибшим от насилия», открытый в Касселе в 1974 году.
В мае 1978 года при содействии доктора Карла Аймермахера, немецкого слависта и давнего друга Сидура, в ратуше Шарлоттенбурга в Западном Берлине состоялась выставка скульптора. Тогда же возникла идея установить памятник «Треблинка» в городе. С этим предложением Карл Аймермахер обратился к руководителю Шарлоттенбургского художественного бюро Траудберту Эрбе, который поддержал его. За увеличение фигуры взялся швейцарский скульптор Дитер Паффрат, который попросил за свою работу значительно меньше, чем другие скульпторы. «Треблинка» стала второй установленной в Германии скульптурой Сидура. И хотя он высказывал некоторое разочарование (в частности он мечтал от трёхметровой бронзовой статуе), однако считал открытие памятника большой удачей. Скульптура была размещена на площади Окружного суда Шарлоттенбурга в Западном Берлине, в здании которого были зарегистрированы евреи, депортированные в фашистские лагеря смерти. Церемония открытия прошла 14 сентября 1979 года, которую освещали немецкое радио и телевидение. Этот памятник стал одним из первых мемориалов жертвам Холокоста в общественном пространстве как ФРГ, так и ГДР.
Вадим Сидур писал по этому поводу: «Мои произведения, особенно цикл памятников, закрепляет в человеческой памяти всё то ужасное, за что и расплаты быть не может, так как преступление было слишком велико. Одновременно памятники как бы служат предупреждением для будущего. И поэтому, как мне кажется, неслучайно господин Эрбе, заведующий ведомством искусств района Шарлоттенбург в Западном Берлине, на открытии там в прошлом году моего памятника жертвам одного из страшнейших гитлеровских концлагерей „Треблинка“, сказал: „… Памятник установлен в Берлине, в городе, где война началась и где она кончилась, в городе, откуда пошло мучение шести миллионов уничтоженных нацизмом евреев. Большинство видит в этом памятнике, тем более что он создан советским скульптором, завет, что никогда больше из этого города не должно исходить подобное“».

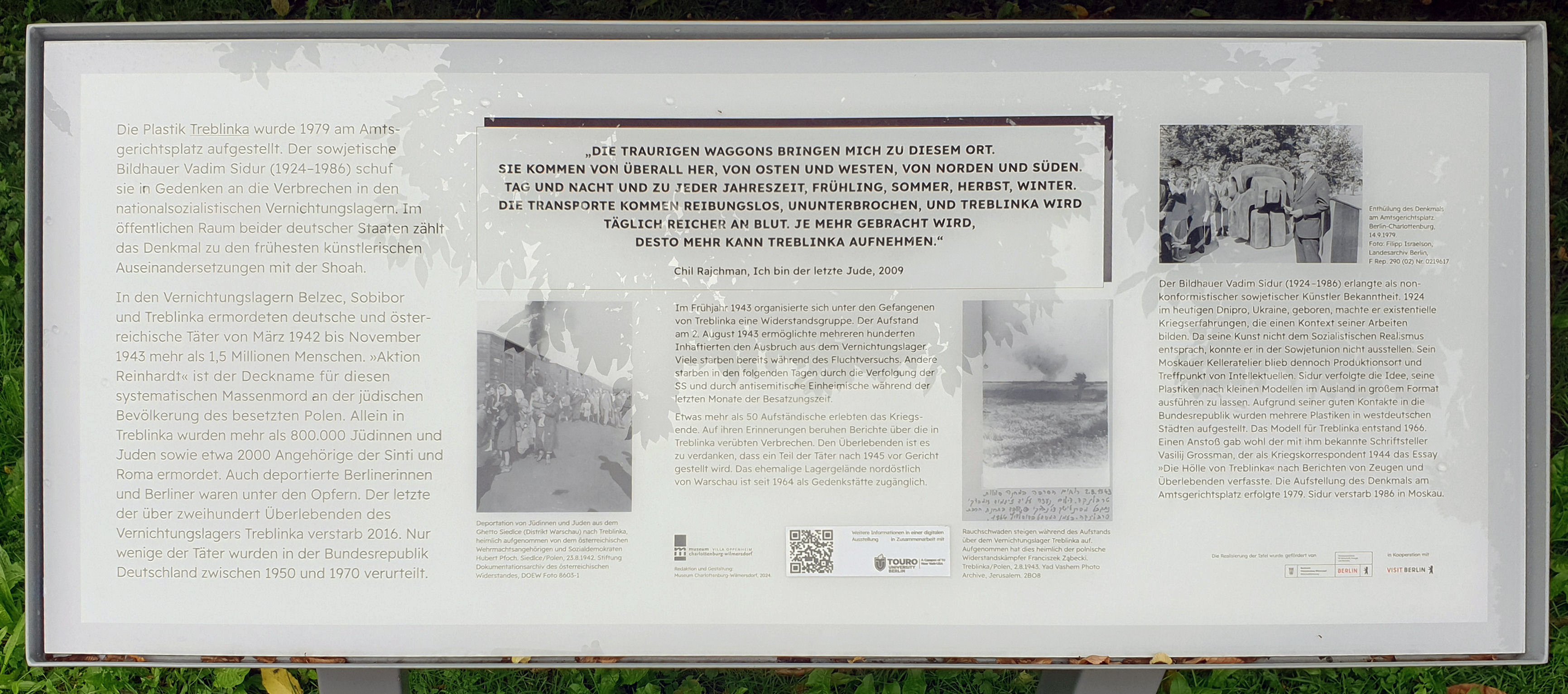
Стенд, установленный в 2024 году

В 1985 году окружной совет Шарлоттенбурга решил добавить к памятнику надпись, чтобы его смысл был понятен прохожим. Металлическая доска, установленная на мостовой позади скульптуры, объясняла её связь с лагерем смерти Треблинка, а также содержала цитату Рихарда фон Вайцзеккера. В 1986 году по случаю смерти Вадима Сидура перед памятником была размешена ещё одна табличка с названием памятника и именем его автора.
27 июня 2024 года по случаю столетия со дня рождения Вадима Сидура рядом с памятником был оборудован информационный стенд, который начинается посвящением «Я последний еврей», авторства Чила Райхмана — одного из немногих выживших узников концлагеря, далее кратко рассказывается об истории Треблинки и о создателе скульптуры.